# Classique Tolly Cobbold de snooker
Le Classique Tolly Cobbold de snooker est un ancien tournoi de snooker professionnel sur invitation disputé à Ipswich entre 1979 et 1984 et ne comptant pas pour le classement mondial. 

## Historique
Organisé par la WPBSA et sponsorisé par Tolly Cobbold, les deux premières éditions ont été remportées par le Nord Irlandais Alex Higgins. Graham Miles s'impose en 1981 et Steve Davis lors des 3 dernières éditions. Tolly Cobbold décide en 1984 de sponsoriser au même endroit le championnat d'Angleterre professionnel, ce qui met un terme à ce tournoi.

## Palmarès
| Année                                | Vainqueur                            | Finaliste                            | Score                                | Saison                               |                                      |
| Classique Tolly Cobbold (non classé) | Classique Tolly Cobbold (non classé) | Classique Tolly Cobbold (non classé) | Classique Tolly Cobbold (non classé) | Classique Tolly Cobbold (non classé) | Classique Tolly Cobbold (non classé) |
| ------------------------------------ | ------------------------------------ | ------------------------------------ | ------------------------------------ | ------------------------------------ | ------------------------------------ |
| 1979                                 | Alex Higgins                         | Ray Reardon                          | 5-4                                  | 1978-1979                            |                                      |
| 1980                                 | Alex Higgins (2)                     | Dennis Taylor                        | 5-4                                  | 1979-1980                            |                                      |
| 1981                                 | Graham Miles                         | Cliff Thorburn                       | 5-1                                  | 1980-1981                            |                                      |
| 1982                                 | Steve Davis                          | Dennis Taylor                        | 8-3                                  | 1981-1982                            |                                      |
| 1983                                 | Steve Davis (2)                      | Terry Griffiths                      | 7-5                                  | 1982-1983                            |                                      |
| 1984                                 | Steve Davis (3)                      | Tony Knowles                         | 8-2                                  | 1983-1984                            |                                      |